# Città di Como Challenger 2009
Il Città di Como Challenger 2009 è un torneo professionistico di tennis maschile giocato sulla terra rossa, che faceva parte dell'ATP Challenger Tour 2009. Si è giocato a Como in Italia dal 31 agosto al 6 settembre 2009.

## Partecipanti

### Teste di serie
| Nazionalità | Giocatore                | Ranking* | Testa di serie |
| ----------- | ------------------------ | -------- | -------------- |
| Italia      | Paolo Lorenzi            | 136      | 1              |
| Sudafrica   | Kevin Anderson           | 148      | 2              |
| Francia     | Alexandre Sidorenko      | 153      | 3              |
| Argentina   | Eduardo Schwank          | 166      | 4              |
| Italia      | Tomas Tenconi            | 170      | 5              |
| Francia     | Olivier Patience         | 181      | 6              |
| Ucraina     | Oleksandr Dolhopolov Jr. | 192      | 7              |
| Italia      | Marco Crugnola           | 199      | 8              |

- Ranking al 24 agosto 2009.

### Altri partecipanti
Giocatori che hanno ricevuto una wild card:
- Carlos Berlocq
- Daniele Bracciali
- Thomas Fabbiano
- Matteo Trevisan
- Leonardo Tavares

Giocatori passati dalle qualificazioni:
- Jonathan Eysseric
- Adrián García
- Malek Jaziri
- Cecil Mamiit

## Campioni

### Singolare
Oleksandr Dolhopolov Jr. ha battuto in finale  Juan-Martín Aranguren con il punteggio di 7–5, 7–6(5).

### Doppio
Marco Crugnola /  Alessandro Motti hanno battuto in finale  Treat Conrad Huey /  Harsh Mankad con il punteggio di 7–6(3), 6–3.